# Вейню, Оливье
Оливье Вейню (фр. Olivier Veigneau; родился 16 июля 1985 года, Сюрен, Франция) — бывший французский футболист, защитник. Завершил карьеру в 2021 году.

## Клубная карьера
Вейню — воспитанник клуба «Монако». В 2005 году он дебютировал в Лиге 1. 4 февраля 2006 года в поединке против «Ренна» Оливье забил свой первый гол за «Монако». Летом того же года для получения игровой практики Вейню был отдан в аренду в «Ниццу». Летом 2008 года Отливье перешёл в немецкий «Дуйсбург». 9 февраля в матче против «Вольфсбурга» он дебютировал в Бундеслиге. По итогам сезона клуб вылетел из элиты, но Оливье остался в команде. В 2011 году он помог «Дуйсбургу» выйти в финал Кубка Германии.
Летом 2011 года Вейню вернулся на родину, подписав контракт с «Нантом». 5 августа в матче против «Бастии» он дебютировал за новую команду. 4 февраля 2014 года в поединке Кубка французской лиги против «Пари Сен-Жермен» Оливье забил свой первый гол за «Нант».
Летом 2015 года контракт Вейню с клубом истёк и он на правах свободного агента присоединился к турецкому «Касымпаша». 13 сентября в матче против «Фенербахче» он дебютировал в турецкой Суперлиге.